# Ministère du Commerce et de la Promotion des exportations
Pour les articles homonymes, voir Ministère du Commerce.
Le ministère du Commerce et de la Promotion des Exportations (en arabe :  وزارة التجارة وترقية الصادرات) est le département ministériel du gouvernement algérien, chargé de réglementer et de superviser les activités commerciales en Algérie. Il est responsable de la mise en œuvre des politiques commerciales du gouvernement et de la promotion des investissements dans le secteur.

## Historique
Le ministère du Commerce a été créé après l'indépendance sous la supervision du ministère de l'Économie, qui comprenait également les ministères des Finances et de l'Industrie. Entre 1990 et 1994, le ministère du Commerce a été renommé ministère de l'Économie et a fusionné avec le ministère des Finances, sous l'égide d'un seul ministre délégué. En vertu du décret exécutif n° 207/94 en date du 16 juillet 1994, le ministère du Commerce a été rétabli en tant qu'entité distincte, après avoir été sous la tutelle du ministère de l'Économie depuis l'amendement n° 189/90 en date du 13 juin 1990.

## Organisation
Le ministère est dirigé par un ministre nommé par le Président de la République. Il est assisté par plusieurs secrétaires d'État et directeurs généraux, chacun responsable d'un domaine spécifique du commerce.
Le Ministère du Commerce est organisé en plusieurs directions, chacune chargée de réglementer et de superviser un secteur spécifique du commerce en Algérie. Parmi les directions les plus importantes figurent la Direction Générale de la Régulation et de l'Organisation des Activités Commerciales, la Direction Générale du Commerce Extérieur, la Direction Générale de la Concurrence et des Prix, la Direction Générale des Relations avec les Consommateurs, et la Direction Générale de la Qualité et de la Protection du Consommateur.

## Fonctions
Le Ministère du Commerce a pour mission principale la réglementation et la supervision des activités commerciales en Algérie. Il est également responsable de la mise en œuvre des politiques commerciales du gouvernement et de la promotion des investissements dans le secteur.
Parmi les fonctions du ministère, on peut citer :
- La réglementation du commerce intérieur et extérieur[4] en Algérie
- La mise en place de politiques de protection du consommateur
- La supervision de la qualité des produits et services offerts sur le marché algérien
- La promotion des investissements dans le secteur du commerce en Algérie
- La coordination avec les autres ministères et départements gouvernementaux pour mettre en œuvre les politiques commerciales du gouvernement.